# Werner Camichel
Pour les articles homonymes, voir Camichel.
Werner Camichel, né le 26 février 1945 à Zuoz et mort le 27 mars 2006 à Samedan, est un bobeur suisse notamment champion olympique de bob à quatre en 1972.

## Biographie
Werner Camichel pratique le décathlon avant de commencer le bobsleigh. Aux Jeux olympiques d'hiver de 1972, organisés à Sapporo au Japon, il est champion olympique avec Hans Leutenegger et Edy Hubacher dans le bob piloté par Jean Wicki. Il est aussi deux fois champion du monde, en 1973 à Lake Placid et en 1975 à Cervinia, dans le bob conduit par Erich Schärer. Camichel ne participe pas aux épreuves des Jeux olympiques d'hiver de 1976 à Innsbruck en Autriche mais il est choisi pour porter le drapeau suisse lors de la cérémonie d'ouverture. Après sa carrière, il est entraîneur pour la fédération suisse de bobsleigh. Dès 1990, il est gérant de la piste de bob de Saint-Moritz en hiver et s'occupe du golf de la commune en été. Il meurt du cancer en 2006. Ses deux fils, Corsin et Duri Camichel, jouent tous les deux dans le championnat de Suisse de hockey sur glace,.

## Palmarès

### Jeux Olympiques
- : médaillé d'or en bob à 4 aux JO 1972.

### Championnats monde
- : médaillé d'or en bob à 4 aux championnats monde de 1973 et 1975.